# Bezirksrabbinat Breisach am Rhein
Das Bezirksrabbinat Breisach am Rhein entstand 1827 in Breisach am Rhein und war eines von 15 Bezirksrabbinaten im Großherzogtum Baden, die auch als Bezirkssynagogen bezeichnet wurden. 1885 wurde das Bezirksrabbinat nach Freiburg im Breisgau verlegt.
Die Bezirksrabbinate waren dem Oberrat der Israeliten Badens unmittelbar unterstellt. Vorsteher waren der Bezirksrabbiner und der Bezirksälteste. In Angelegenheiten des Rabbinatsbezirks mussten einmal jährlich alle Ortsältesten gehört werden. Der Bezirksrabbiner führte den Vorsitz.

## Aufgaben
Die Aufgaben umfassten den Vollzug der landesherrlichen Verordnungen, die Verkündigung und den Vollzug der Verordnungen der Oberkirchenbehörde, Beratungen über Schulangelegenheiten, die Verwaltung von Stiftungen und die Verteilung von Almosen. Zur Finanzierung der Bezirksrabbinate wurden Umlagen von den einzelnen jüdischen Gemeinden bezahlt.

## Gemeinden des Rabbinatsbezirks
- Jüdische Gemeinde Breisach am Rhein
- Jüdische Gemeinde Eichstetten am Kaiserstuhl
- Jüdische Gemeinde Emmendingen
- Jüdische Gemeinde Ihringen
- Jüdische Gemeinde Freiburg im Breisgau
- Jüdische Gemeinde Niederemmendingen

## Bezirksrabbiner
- 1825 bis 1828 Benjamin Dispecker
- 1838 bis 1878 Moses Reiß